# Scorpaena normani
Scorpaena normani är en fiskart som beskrevs av Cadenat, 1943. Scorpaena normani ingår i släktet Scorpaena och familjen Scorpaenidae. Inga underarter finns listade i Catalogue of Life.